# 安东宁·普奇
安东宁·普奇（捷克語：Antonín Puč，1907年5月16日—1988年4月18日），捷克男子足球运动员，司职前锋。他曾代表捷克斯洛伐克国家队参加1934年和1938年国际足联世界杯，其中1934年世界杯获得亚军。